# Heřmánek (rod)
Heřmánek (Matricaria) je rod rostlin z čeledi hvězdnicovité, kde je řazen do podčeledi hvězdnicové (Asteroideae). Rod zahrnuje 5 druhů a je rozšířen v Eurasii, Severní Americe a Africe. V České republice roste heřmánek pravý a jako neofyt i heřmánek terčovitý. Oba druhy jsou využívány jako léčivé rostliny.

## Rozšíření
Druhově malý rod který je široce rozšířen v Evropě, Malé Asii, na Blízkém východě a v asijském mírném pásmu. Vyskytuje se také v severní Africe, Severní Americe i v Austrálii.
V České republice rostou dva rody:
- heřmánek pravý (Matricaria chamomilla) L.
- heřmánek terčovitý (Matricaria discoidea) DC.

a mezidruhový kříženec
- Matricaria chamomilla × Tripleurospermum inodorum.

## Popis
Obvykle jednoleté nebo ozimé byliny s lodyhami dlouhými 10 až 30 cm (ojediněle i 60 cm) vyrůstajícími z dlouhého kořene. Rostlina vytváří jednu nebo více lodyh které bývají přímé, vystoupavé nebo poléhavé, jednoduché neb větvené, lysé či řídce porostlé jednoduchými chlupy. Listy jsou řapíkaté (v bazální růžici) a přisedlé (na lodyze), v obryse bývají lopatkovité, okrouhlé nebo vejčité, dvounásobně až třínásobně sečné a jejich tenké úkrojky mohou být přímé nebo zakřivené a na koncích špičaté.
Květní úbory, mající v průměru od 4 do 14 mm, rostou na koncích větví jednotlivě nebo v chocholících. Ve středu, zespod dutého a nahoře silně vypouklého, květního lůžka jsou oboupohlavné květy se žlutou nebo nazelenalou, trubkovitou, čtyř neb pěticípou korunou; počet středových květů se může blížit až k 500. Po obvodě lůžka (podle druhu) buď nerostou žádné nebo roste až 22 samičích květů s bílou jazykovitou korunou. Polokulovitý a víceřadý zákrov je tvořen listeny s membranozními okraji.
Květy jsou cizosprašné nebo samosprašné, opylovány jsou obvykle hmyzem, rozšiřují se výhradně semeny. Chromozomy rodu jsou n = 9. Semenem je tmavá, hranatá, podélně stlačená nažka se šikmo uťatými vrcholy která má obvykle pět světlých, podélných, vystouplých žeber. Nažky jsou bez chmýru, někdy mají na vrcholu zbytek po trvalé koruně.

## Význam
Rostliny rodu heřmánek obvykle obsahují látky vonné i látky které mají příznivý vliv na porušené lidské zdraví. Největší význam má heřmánek pravý který se již od pradávna sbírá a používá jako léčivka. Obsahuje éterické oleje, flavonoidy, glykosidy, cholin, kumarin a téměř 10 procent slizu. V lidovém léčitelství bývá jeho výluhu používáno jako protizánětlivého přípravku proti nemocem vnitřních orgánů, jako pleťové vody a různých zklidňujících mastí. Velmi účinný je také olej vylisovaný ze semen.